# 日系スウェーデン人
日系スウェーデン人（にっけいスウェーデンじん、スウェーデン語: svenskjapaner）とは日本人の血を引いたスウェーデンの市民である。2009年現在、在留邦人は3,087人。そのうち、永住者が2,114人と他のヨーロッパ諸国と比べると永住者の割合が高く、スウェーデン国籍しか持たない2世、3世も誕生しているなど、一定規模の日系社会を形成している。

## 著名な日系スウェーデン人
- ステファン・イシザキ(Stefan Daisuke ISHIZAKI)･･･スウェーデン代表のサッカー選手
- ミリオン・スタイルズ(Million Stylez)･･･ダンスホールレゲエのアーティスト
- LiLiCo･･･タレント
- フジ子・ヘミング･･･ピアニスト
- Mayomi･･･スウェーデンのR&Bシンガー
- 二瓶次郎･･･元アイスホッケー選手
- 二瓶太郎･･･元アイスホッケー選手
- 八幡真･･･元アイスホッケー選手
- マイア・ヒラサワ(Maia Hirasawa)･･･スウェーデンのシンガーソングライター
- ユキミ・ナガノ(Yukimi Nagano)･･･リトル・ドラゴンのヴォーカリスト
- 大上ピーターけんじ･･･アイスホッケー選手
- マティアス・カミジョー(Mathias Kamijo)･･･ヘヴィメタルバンドAlgaionのメンバー
- アネッテ・マスイ(Anette Masui)･･･ジャーナリスト
- ミチコ・コマキ(Michiko Komaki)･･･女子剣道スウェーデン代表選手
- 森一真(Cazuma Mori)･･･DJ